# Copa Libertadores de Voleibol 2020

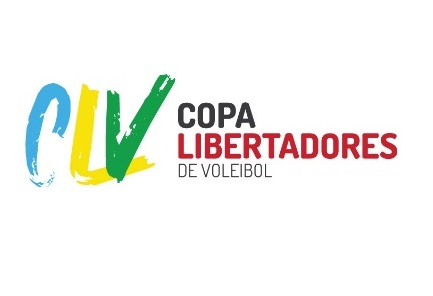
Logo de la Copa Libertadores de Voleibol.

La Copa Libertadores de Voleibol de 2020 fue la segunda edición del certamen profesional de equipos de vóley de la Argentina y de Brasil. El torneo fue organizado por Bolívar Vóley de Argentina y participan equipos de la Asociación de Clubes Liga Argentina de Voleibol (ACLAV) y la Asociación de Clubes de Voleibol (ACV) de Brasil. A diferencia del torneo pasado, participaron tres equipos de la Superliga Brasilera y tres de la Liga de Voleibol Argentina. El torneo se disputó con formato de "final six", donde los seis equipos se enfrentan en una única sede en días consecutivos.
El SESI SP brasilero se consagró campeón por primera vez en el certamen tras vencer en la final a Bolívar Vóley.

## Equipos participantes
| Club              | Localidad                           | Part. | Camp. |
| ----------------- | ----------------------------------- | ----- | ----- |
| Bolívar Vóley     | San Carlos de Bolívar, Buenos Aires | 1     | 1     |
| Ciudad Vóley      | Ciudad de Buenos Aires              | 1     | —     |
| Sesc-RJ           | Río de Janeiro, Río de Janeiro      | 1     | —     |
| Sesi-SP           | São Paulo, São Paulo                | 1     | —     |
| Obras             | San Juan, San Juan                  | —     | —     |
| Minas Tênis Clube | Belo Horizonte, Minas Gerais        | —     | —     |

## Modo de disputa
El torneo se disputa íntegramente en una sede. Los seis participantes se dividen en dos grupos de tres equipos cada uno. Los dos mejores equipos de cada grupo avanzan de fase y se enfrentan equipos de una misma nacionalidad con el fin que la final del torneo sea entre equipos de distinto país. Los grupos están integrados por equipos de una misma nacionalidad y cada equipo se enfrentará con dos de los tres rivales del otro grupo. Durante la primera ronda se otorgan 3 puntos por victoria 3 a 0 y 3 a 1, 2 puntos en caso de victoria 3 a 2, 1 punto en caso de derrota 2 a 3 y 0 puntos en caso de derrota 1 a 3 y 0 a 3.

### Sede
| Buenos Aires                 |
| ---------------------------- |
| Polideportivo Roberto Pando  |
| Capacidad: 2700 espectadores |

## Desarrollo del torneo

### Primera ronda
| Pos. | Equipo           | Pts | PG | PP |
| ---- | ---------------- | --- | -- | -- |
| 1.º  | Bolívar Vóley    | 6   | 2  | 0  |
| 2.º  | Obras (San Juan) | 2   | 1  | 1  |
| 3.º  | Ciudad Vóley     | 1   | 0  | 2  |

| Pos. | Equipo     | Pts | PG | PP |
| ---- | ---------- | --- | -- | -- |
| 1.º  | SESC RJ    | 6   | 2  | 0  |
| 2.º  | SESI SP    | 2   | 1  | 1  |
| 3.º  | FIAT Minas | 1   | 0  | 2  |

|  | Clasificados a semifinales. |

Primer día
| 28 de enero, 18:00 | SESC RJ | 3-0                             | Obras (SJ) | Polideportivo Roberto Pando, Buenos Aires |                                         |
|                    |         | ( 25-20, 25-21, 25-14 ) Reporte |            | Árbitro(s): Karina René Ricardo Cabrera   | Árbitro(s): Karina René Ricardo Cabrera |

| 28 de enero, 21:00 | Bolívar Vóley | 3-1                                    | FIAT Minas | Polideportivo Roberto Pando, Buenos Aires        |                                                  |
|                    |               | ( 25-23, 22-25, 25-22, 25-22 ) Reporte |            | Árbitro(s): Hernán Casamiquela José Luis Barrios | Árbitro(s): Hernán Casamiquela José Luis Barrios |

Segundo día
| 29 de enero, 18:00 | Obras (SJ) | 3-2                                           | FIAT Minas | Polideportivo Roberto Pando, Buenos Aires |                                           |
|                    |            | ( 25-20, 27-25, 20-25, 21-25, 15-11 ) Reporte |            | Árbitro(s): José Luis Barrios Karina René | Árbitro(s): José Luis Barrios Karina René |

| 29 de enero, 21:00 | SESI SP | 3-2                                           | Ciudad Vóley | Polideportivo Roberto Pando, Buenos Aires      |                                                |
|                    |         | ( 25-15, 16-25, 25-20, 22-25, 15-11 ) Reporte |              | Árbitro(s): Ricardo Cabrera Hernán Casamiquela | Árbitro(s): Ricardo Cabrera Hernán Casamiquela |

Tercer día
| 30 de enero, 18:00 | Bolívar Vóley | 3-1                                    | SESI SP | Polideportivo Roberto Pando, Buenos Aires  |                                            |
|                    |               | ( 25-19, 25-17, 22-25, 27-25 ) Reporte |         | Árbitro(s): Karina René Hernán Casamiquela | Árbitro(s): Karina René Hernán Casamiquela |

| 30 de enero, 21:00 | SESC RJ | 3-0                             | Ciudad Vóley | Polideportivo Roberto Pando, Buenos Aires     |                                               |
|                    |         | ( 25-16, 25-20, 26-24 ) Reporte |              | Árbitro(s): Ricardo Cabrera José Luis Barrios | Árbitro(s): Ricardo Cabrera José Luis Barrios |

### Segunda ronda
|  | Semifinales   | Semifinales   | Semifinales |         |               | Final         | Final        | Final        |  |
|  |               |               |             |         |               |               |              |              |  |
|  |               |               |             |         |               |               |              |              |  |
|  | Bolívar Vóley | Bolívar Vóley | 3           |         |               |               |              |              |  |
|  | Bolívar Vóley | Bolívar Vóley | 3           |         |               |               |              |              |  |
|  | Obras (SJ)    | Obras (SJ)    | 0           |         |               |               |              |              |  |
|  | Obras (SJ)    | Obras (SJ)    | 0           |         | Bolívar Vóley | Bolívar Vóley | 0            |              |  |
|  |               |               |             |         | Bolívar Vóley | Bolívar Vóley | 0            |              |  |
|  |               |               | SESI SP     | SESI SP | 3             |               |              |              |  |
|  | SESC RJ       | SESC RJ       | SESI SP     | SESI SP | 3             | 2             |              |              |  |
|  | SESC RJ       | SESC RJ       |             |         |               | 2             |              |              |  |
|  | SESI SP       | SESI SP       | 3           |         |               | Tercer lugar  | Tercer lugar | Tercer lugar |  |
|  | SESI SP       | SESI SP       | 3           |         |               | Tercer lugar  | Tercer lugar | Tercer lugar |  |
|  |               |               |             |         |               |               |              |              |  |
|  |               |               |             |         |               | Obras (SJ)    | Obras (SJ)   | 1            |  |
|  |               |               |             |         |               | Obras (SJ)    | Obras (SJ)   | 1            |  |
|  |               |               |             |         |               | SESC RJ       | SESC RJ      | 3            |  |
|  |               |               |             |         |               | SESC RJ       | SESC RJ      | 3            |  |
|  |               |               |             |         |               |               |              |              |  |

|  | Quinto puesto |              |   |  |
|  |               |              |   |  |
|  | Ciudad Vóley  | Ciudad Vóley | 1 |  |
|  | Ciudad Vóley  | Ciudad Vóley | 1 |  |
|  | FIAT Minas    | FIAT Minas   | 3 |  |
|  | FIAT Minas    | FIAT Minas   | 3 |  |

#### Quinto puesto
| 31 de enero, 15:00 | Ciudad Vóley | 1-3                                    | FIAT Minas | Polideportivo Roberto Pando, Buenos Aires  |                                            |
|                    |              | ( 25-20, 24-26, 24-26, 22-25 ) Reporte |            | Árbitro(s): Hernán Casamiquela Karina René | Árbitro(s): Hernán Casamiquela Karina René |

#### Semifinales
| 31 de enero, 18:00 | Bolívar Vóley | 3-0                             | Obras (SJ) | Polideportivo Roberto Pando, Buenos Aires     |                                               |
|                    |               | ( 25-20, 25-21, 25-20 ) Reporte |            | Árbitro(s): Ricardo Cabrera José Luis Barrios | Árbitro(s): Ricardo Cabrera José Luis Barrios |

| 31 de enero, 21:00 | SESC RJ | 2-3                                           | SESI SP | Polideportivo Roberto Pando, Buenos Aires     |                                               |
|                    |         | ( 25-22, 23-25, 25-21, 22-25, 23-25 ) Reporte |         | Árbitro(s): José Luis Barrios Ricardo Cabrera | Árbitro(s): José Luis Barrios Ricardo Cabrera |

#### Tercer puesto
| 1 de febrero, 18:00 | Obras (SJ) | 1-3                                    | SESC RJ | Polideportivo Roberto Pando, Buenos Aires |  |
|                     |            | ( 22-25, 25-21, 21-25, 18-25 ) Reporte |         |                                           |  |

#### Final
| 1 de febrero, 21:00 | Bolívar Vóley | 0-3                             | SESI SP | Polideportivo Roberto Pando, Buenos Aires |  |
|                     |               | ( 20-25, 21-25, 20-25 ) Reporte |         |                                           |  |